# Podsadnik
Podsadnik (Splachnum Hedw.) – rodzaj mchów należący do rodziny podsadnikowatych (Splachnaceae Grev. & Arn.).

## Systematyka
„The Plant List” wymienia w rodzaju Splachnum 42 nazwy w randze gatunku, z których 29 stanowi zaakceptowane nazwy gatunków, a 10 to akceptowane synonimy.
Wykaz gatunków:
- Splachnum adolphi-friederici Broth.
- Splachnum ampullaceum Hedw. – podsadnik pęcherzykowaty
- Splachnum arcticum R. Br.
- Splachnum australe (Sull. & Lesq.) I. Hagen
- Splachnum austriacum Brid.
- Splachnum caulescens Steud.
- Splachnum flagellare Brid.
- Splachnum gracile Dicks.
- Splachnum heterophyllum Drumm.
- Splachnum lingulatum Dicks.
- Splachnum longicollum Dicks.
- Splachnum luteum Hedw.
- Splachnum melanocaulon (Wahlenb.) Schwägr.
- Splachnum octoblepharum Hook.
- Splachnum paradoxum R. Br.
- Splachnum pennsylvanicum (Brid.) Grout ex H.A. Crum
- Splachnum purpurascens Hook. f. & Wilson
- Splachnum resectum (Haller ex Brid.) P. Beauv.
- Splachnum rubrum Hedw.
- Splachnum rudolphianum Garov.
- Splachnum scabrisetum Hook.
- Splachnum semivacuum (Brid.) P. Beauv.
- Splachnum sphaericum Hedw. – podsadnik kulisty
- Splachnum squarrosum Hook.
- Splachnum tenue Dicks. ex With.
- Splachnum turbinatum Brid.
- Splachnum turnerianum Dicks.
- Splachnum vasculosum Hedw.
- Splachnum weberbaueri Reimers

## Ochrona
Gatunek podsadnik kulisty Splachnum sphaericum objęty jest w Polsce ochroną ścisłą od 2004 r. Gatunek podsadnik pęcherzykowaty Splachnum ampullaceum znajdował się pod ścisłą ochroną w latach 2004–2014 r., zaś od 2014 r. objęty jest ochroną częściową. 